# Tauno Mäki
Tauno Mäki (n. 1912, Karinainen, Marele Principat al Finlandei, Imperiul Rus – d. 1983, Helsingfors, Finlanda) a fost un trăgător de tir ce a reprezentat Finlanda, medaliat olimpic. A participat la o ediție a Jocurilor Olimpice (1952) în care a câștigat o medalie de bronz.

## Participări
Lista de mai jos prezintă principalele competiții la care a participat Tauno Mäki de-a lungul carierei.
- shooting at the 1952 Summer Olympics – men's 100 metre running deer, single and double shot[*]